# Lý Hiền (Bắc triều)
Lý Hiền (chữ Hán: 李贤, 502 – 569), tên tự là Hiền Hòa, sinh quán là trấn Cao Bình , tướng lãnh nhà Bắc Ngụy, Tây Ngụy, Bắc Chu cuối thời Nam Bắc triều trong lịch sử Trung Quốc.

## Thân thế
Gia tộc của Hiền tự nhận là hậu duệ của Kỵ đô úy Lý Lăng nhà Hán, nguyên quán là Thành Kỷ, Lũng Tây . Vì Lý Lăng đầu hàng Hung Nô, nên con cháu nhiều đời chung sống với các dân tộc thiểu số phương bắc. Ông tổ 10 đời là Sĩ Địa Quy, thuộc dân tộc Tiên Ti. Gia tộc họ Lý theo triều đình Bắc Ngụy dời về phía nam, trở lại vùng Khiên, Lũng .
Ông cụ là Lý Phú, làm Tử đô đốc thời Bắc Ngụy Thái Vũ đế , tham gia trấn áp người Lưỡng Sơn Đồ Các (thuộc dân tộc Hung Nô), tử trận, được tặng Ninh tây tướng quân, Lũng Tây quận thú. Ông nội là Lý Bân, thay Phú lãnh binh, tham gia trấn thủ Cao Bình, định cư ở đấy. Cha là Lý Văn Bảo, mất sớm. Cuối niên hiệu Đại Thống nhà Tây Ngụy, nhờ Hiền và các em trai Viễn, Mục có nhiều công lao, Phú được truy tặng Tư không , Bân được truy tặng Bình Lương thái thú , Văn Bảo được truy tặng Kính, Nguyên, Đông Tần 3 châu thứ sử, Tư không .

## Thiếu thời
Hiền từ nhỏ có chí lớn và tiết tháo, không làm gì tùy tiện. Hiền trong lúc du ngoạn, gặp một ông lão nói với Hiền rằng: "Ta nay 80 tuổi, làm quan đã lâu, chưa gặp ai bằng anh. Anh ắt làm đến Đài, Mục, hãy gắng lên!" 
Lên 9 tuổi, Hiền bắt đầu đi học, chỉ tìm hiểu đại lược, không trau dồi câu chữ. Có người nói: "Học không siêng năng và thấu đáo, chẳng bằng không học." Hiền đáp: "Người ta có chí khác nhau, Hiền không muốn dồn sức học tập, nhờ đó làm nên sự nghiệp; chỉ cần nắm được nghĩa lý, là đủ cho bản thân. Còn như cái đạo trung hiếu, thật đã khắc ghi vào lòng rồi!" Người ấy hổ thẹn khâm phục .
Lên 14 tuổi, cha mất, Hiền hết lòng yêu thương và dạy dỗ các em .

## Sự nghiệp

### Thời Bắc Ngụy
Trong những năm Vĩnh An (528 – 530) thời Bắc Ngụy Hiếu Trang đế, Mặc Kỳ Sửu Nô chiếm cứ các châu Kỳ, Kính nổi dậy, quyền thần Nhĩ Chu Vinh sai Nhĩ Chu Thiên Quang mang quân đánh phá. Tướng lĩnh nghĩa quân là Mặc Kỳ Đạo Lạc, Phí Liên Thiếu Hồn vẫn ở Nguyên Châu, chưa biết Sửu Nô đã bại. Thiên Quang sai sứ đi trước gặp Hiền, lệnh cho ông mật mưu giết Đạo Lạc. Trong khi Thiên Quang chưa đến, tướng lãnh nghĩa quân là Mặc Kỳ A Bảo trốn về, nói riêng với Hiền rằng Sửu Nô đã thất bại, cầu xin ông cứu mạng hắn. Hiền nhân đó lệnh cho A Bảo trá làm sứ giả của Sửu Nô, thông báo với bọn Đạo Lạc rằng Sửu Nô đã đánh bại đài quân, lệnh cho bọn Đạo Lạc đến hội quân với Sửu Nô, để Nguyên Châu lại cho A Bảo. Bọn Đạo Lạc tin là thật, lập tức xuất phát. Nghĩa quân vừa lên đường thì đài quân của Thiên Quang đến, chiếm lại Nguyên Châu. Đạo Lạc đem 6000 người chạy đến Khiên Đồn Sơn. Thiên Quang yêu cầu Hiền góp sức đuổi bắt Đạo Lạc, ông bèn cầm đầu đồng hương đem ra ngàn thớt ngựa giao cho đài quân, Thiên Quang cả mừng. Khi ấy Nguyên Châu hạn hán, đài quân thiếu nước và cỏ, Thiên Quang lui ra 50 dặm về phía đông thành, lệnh cho đô đốc Trưởng Tôn Tà Lợi làm Hành Nguyên Châu sự, Hiền làm Chủ bộ. Đạo Lạc bất ngờ quay lại, được hơn ngàn nghĩa quân trong thành làm nội ứng, giết chết Tà Lợi. Hiền soái đồng hương liều chết chiến đấu, Đạo Lạc bỏ chạy .
Tướng lĩnh nghĩa quân là Đạt Phù Hiển vây bức thành Nguyên Châu, đêm ngày tấn công, nhiều nơi bị hư hại. Lý Hiền đi tắt đến Ung Châu, gặp Thiên Quang cầu viện. Thiên Quang nhận lời, Hiền trở về. Khi ấy nghĩa quân đã khép chặt vòng vây, không ai vào được. Hiền đợi chiều tối, vờ đi nhặt củi, trà trộn vào nghĩa quân mà đến được dưới thành. Người trong thành thòng dây vải kéo Hiền lên, nghĩa quân phát hiện, dùng cung nỏ bắn bừa bãi nhưng không trúng. Hiền vào thành, thông báo cứu binh sắp đến, nghĩa quân nghe được, lập tức tan chạy. Hiền dần được thăng đến Uy liệt tướng quân, Điện trung tướng quân, Cao Bình lệnh.

### Thời Tây Ngụy
Hạ Bạt Nhạc bị Hầu Mạc Trần Duyệt sát hại (534), Hiền cùng các em trai Viễn, Mục hưởng ứng Hầu Mạc Trần Sùng chiếm thành Nguyên Châu (Sùng đánh Nguyên Châu theo lệnh của Vũ Văn Thái). Hiền được thụ chức Đô đốc, vẫn giữ Nguyên Châu. Khi Vũ Văn Thái sắp đến Tần Châu, Duyệt bỏ thành chạy trốn, Thái lệnh cho cháu trai Vũ Văn Đạo đem quân đuổi theo, lấy Hiền làm tiền khu. Bọn họ đuổi theo hơn 400 dặm, bắt kịp Duyệt ở Khiên Đồn Sơn, Duyệt tự sát. Hiền bị trọng thương, ngựa bị trúng tên. Vũ Văn Thái vỗ về Hiền, thưởng cho nô tỳ, vải lụa cùng các loài gia súc, thụ làm Trì tiết, Phủ quân đại tướng quân, Đô đốc .
Bắc Ngụy Hiếu Vũ đế chạy sang Quan Trung, Vũ Văn Thái lệnh cho Hiền soái kỵ binh nghênh đón. Khi ấy binh sĩ người Sơn Đông của Hiếu Vũ đế muốn trốn về, Hiền đem 300 kỵ binh đoạn hậu, bọn họ sợ hãi không dám bỉ đi. Được phong Hạ Khuê huyện công, thực ấp 1000 hộ. Ít lâu sau được thụ Tả đô đốc, An đông tướng quân, quay lại trấn thủ Nguyên Châu .
Năm Đại Thống thứ 2 (536) thời Tây Ngụy Văn đế, người Nguyên Châu là Đậu Lư Lang giết bọn Đô đốc Đại Dã Thụ Nhi, chiếm cứ châu thành. Hiền cho rằng nghĩa quân mới nổi dậy, khí thế tuy thịnh nhưng còn ô hợp, bèn chiêu tập 300 lính cảm tử, chia làm 2 đường, nhân đêm tối đánh trống hò reo xông ra. Nghĩa quân cả sợ, một trận đã thua, Đậu Lư Lang phá cửa chạy trốn, Hiền đem theo 3 kỵ binh đuổi theo, chém chết hắn ta. Được thăng làm Nguyên Châu trưởng sử, sau đó làm Hành Nguyên Châu sự .
Năm thứ 4 (538), Mạc Chiết Hậu Sí cầm đầu vài cánh nghĩa quân nổi dậy ở các châu Nguyên, Kính. Hiền soái hương binh theo Hành Kính Châu sự Sử Ninh đánh dẹp, hiến kế chia quan quân kềm chế các cánh nghĩa quân, không giao chiến ngay, chờ địch phân rã. Ninh không theo, thúc quân tấn công, giao chiến nhiều trận ở phía bắc Tần Châu. Hiền bèn soái mấy trăm kỵ binh tập kích doanh trại của Hậu Sí, bắt được vợ con, bộ hạ của hắn ta hơn 500 người. Hậu Sí vừa đánh bại Sử Ninh, sắp đuổi theo, chợt nghe tin Hiền đến, bèn bỏ Ninh cùng Hiền giao chiến. Hiền tự tay chém hơn 10 thủ cấp, bắt sống 6 người. Nghĩa quân đại bại, Hậu Sĩ một ngựa bỏ trốn. Sau khi lui quân, Hiền nhờ công được thưởng 40 nô tỳ, mấy trăm con gia súc .
Năm thứ 8 (542), được thụ Nguyên Châu thứ sử. Hiền tuy tòng quân từ sớm, nhưng cai trị ôn hòa, rất được lòng dân .
Năm thứ 12 (546), theo Độc Cô Tín trấn áp Vũ Văn Trọng Hòa ở Lương Châu, bình định được. Sau đó phủ dụ 5 quận Trương Dịch rồi về .
Sau đó người Nhu Nhiên vây bức thành Nguyên Châu, cướp bóc dân chúng, chiếm đoạt gia súc. Hiền muốn ra đánh, Đại đô đốc Vương Đức do dự không quyết. Hiền cố nài, Đức bèn nghe theo. Hiền sắp ra, người Nhu Nhiên dò biết, bèn lui chạy. Hiền soái kỵ binh đuổi theo, chém hơn 200 thủ cấp, bắt hơn trăm người, giành lại lạc đà, ngựa. bò, cừu 2 vạn con, tài vật không đếm xuể; đem chia cho dân chúng bị cướp. Được gia thụ Sứ trì tiết, Xa kỵ đại tướng quân, Nghi đồng tam tư .
Năm thứ 16 (548), được thăng Phiêu kỵ đại tướng quân, Khai phủ nghi đồng tam tư. Vũ Văn Thái phụng thái tử Nguyên Khâm tây tuần, đến Nguyên Châu, ghé phủ đệ của Hiền; Thái lấy cớ Hiền lớn tuổi hơn mình để nhường ông ngồi ở chánh tọa, làm lễ Hương Ẩm Tửu . Sau đó, Thái còn trở lại Nguyên Châu, lệnh cho Hiền đón ở bên đường, chuẩn bị nghi lễ, tương kiến theo lễ chư hầu hội ngộ, rồi ghé phủ đệ của Hiền, tiệc tùng vui vẻ đến hết ngày. Phàm là thân tộc, đều được ban thưởng .
Năm Tây Ngụy Cung đế đầu tiên (554), được tiến tước Hà Tây quận công, tăng ấp kể cả trước đây là 2000 hộ .

### Thời Bắc Chu
Con trai của Lý Viễn là Lý Thực ngầm mưu chống lại quyền thần Vũ Văn Hộ, bị phát giác, chịu tội chết (557), liên lụy đến Hiền, khiến ông bị trừ danh. Sau đó được thụ Sứ trì tiết, Xa kị đại tướng quân, Nghi đồng tam tư. Khi ấy các dân tộc thiểu số (Man) ở Kinh Châu, Khai phủ Phan Chiêu đánh dẹp. Triều đình lệnh cho Hiền cùng Hạ Nhược Đôn soái 7000 kỵ binh, theo lối riêng chẹn đánh, tấn công thủ lĩnh nghĩa quân là Văn Tử Vinh, đại phá địch. Bọn Hiền ở phía bắc Bình Châu đắp thành Vấn Dương để trấn thủ. Sau đó được làm Dĩnh Châu thứ sử. Khi ấy Ba, Tương mới quy phụ, có chiếu cho Hiền làm Tổng giám chư quân, kinh lược bình định, rồi dời hơn 2000 hộ dân Giang Hạ để tăng nhân khẩu cho châu, đắp thêm thành Tắng Sơn rồi về .
Năm Bảo Định thứ 2 (562) thời Bắc Chu Vũ đế, có chiếu khôi phục quan tước của Hiền, tiếp tục được thụ chức Qua Châu thứ sử .
Lúc xưa Vũ đế và Tề vương Vũ Văn Hiến còn ẵm ngửa, Vũ Văn Thái vì tránh điềm hung kỵ nên gởi họ đến nhà của Hiền, lên 6 tuổi mới đón về. Nhân đó Thái ban họ Vũ Văn cho vợ Hiền, nhận làm cháu gái, ban thưởng rất hậu. Khi Vũ đế tây tuần, ghé phủ đệ của Hiền ở Nguyên Châu, hạ chiếu vỗ về, rồi lệnh cho Trung thị thượng sĩ Úy Trì Khải đi Qua Châu, giáng tỷ thư úy lạo Hiền, ban cho một cái áo cùng màn, đệm, còn có một sợi đai vàng 13 vòng là đồ ngự dụng, một thớt ngựa Trung cứu , yên cương dát vàng, 500 tấm Tạp thái , 1 vạn tiền bạc. Ban cho em Hiền là Lý Mục cũng như vậy. Con cháu họ Lý kể cả nam nữ, nội ngoại 34 người đều được ban áo. Còn bái cháu gọi Hiền bằng cậu là Xá Địch Nhạc làm Nghi đồng. Môn sanh của Hiền khi xưa từng theo hầu hạ ông, có hai người được thụ Đại đô đốc, 4 người được thụ Soái đô đốc, 6 người làm Biệt tướng. Nô bộc đã trở thành bình dân có năm người được thụ Quân chủ, chưa trở thành bình dân có 12 người được phóng thích .
Năm thứ 4 (564), quyền thần Vũ Văn Hộ dấy binh đánh Bắc Tề, triều đình bàn rằng mặt tây trống rỗng, lo người Khương, Thổ Dục Hồn xâm nhiễu, bèn thụ Hiền làm Sứ trì tiết, Hà Châu tổng quản, Hà, Thao, Thiện 3 châu  7 quận chư quân sự, Hà Châu thứ sử. Hà Châu trước đó không có phủ Tổng quản, đến nay mới đặt. Hiền tổ chức đồn điền, thăm nom việc vận tải đường thủy; sắp đặt việc do thám, phòng bị kẻ địch xâm phạm. Vì thế người Khương, Hồn đều không dám đông tiến .
Năm thứ 5 (565), người Đãng Xương xâm phạm, trăm họ không thể sanh hoạt, triều đình bèn bỏ phủ tổng quản ở Hà Châu, đặt phủ tổng quản ở Thao Châu để trấn át bọn chúng. Hiền được đổi thụ Thao Châu tổng quản, 7 quận chư quân sự, Thao Châu thứ sử. Khi người Khương xâm phạm Thạch Môn Thú, triệt phá cầu, đường, để ngăn viện quân Bắc Chu, Hiền soái 1000 kỵ binh chống lại, trước sau chém được vài trăm người, kẻ địch lui chạy. Người Khương lại đưa vài ngàn kỵ binh Thổ Dục Hồn xâm nhập, Hiền dò biết được, đặt phục binh trên đường vào ải, đánh cho bọn chúng đại bại. Ít lâu sau triều đình bỏ phủ tổng quản ở Thao Châu, lại đặt phủ tổng quản ở Hà Châu, cũng lấy Hiền nhận chức ấy .
Vũ đế nhớ ơn Hiền, triệu về, bái làm Đại tướng quân. Tháng 3 ÂL năm Thiên Hòa thứ 4 (569), mất ở kinh sư, hưởng thọ 68 tuổi. Vũ đế đích thân đến viếng, tỏ ra thương tiếc khiến mọi người cảm động. Được tặng Sứ trì tiết, Trụ quốc đại tướng quân, Đại đô đốc, Nguyên, Kính, Tần, Hà, Vị, Hạ, Lũng, Thành, Bân, Linh  10 châu chư quân sự, Nguyên Châu thứ sử. Thụy là Hoàn. Con là Đoan được kế tự .

## Hậu sự
Hiền được chôn cất dưới chân Lũng Sơn, tây nam Nguyên Châu, nay là phía nam Cố Nguyên, Ninh Hạ vào ngày 21 tháng 5 ÂL cùng năm. Cuối năm 1983, giới khảo cổ tìm thấy mộ hợp táng của vợ chồng Lý Hiền và Ngô Huy, nhờ vào Mộ chí minh (31 hàng x 31 chữ) mà nắm được thêm nhiều thông tin về ông và gia đình.

## Gia đình

### Anh em
- Em trai Lý Viễn: sử cũ có truyện.
- Em trai Lý Mục: sử cũ có truyện.

### Vợ
- Ngô Huy, người trấn Cao Bình, được ban họ Vũ Văn, hưởng dương 38 tuổi, mất ngày 26 tháng 9 ÂL năm Đại Thống thứ 13 (547) tại thành Nguyên Châu, truy tặng Trường Thành quận quân [5].

### Con trai
1. Lý Đoan, tự Vĩnh Quý. Bắc sử có truyện.
2. Lý Cát, không rõ tự, làm đến Bình đông tướng quân, Hữu Ngân thanh quang lộc, Đại đô đốc [5], Nghi đồng tam tư [3].
3. Lý Sùng, tự Vĩnh Long. Bắc sử có truyện.
4. Lý Quỹ, tự Hiếu Quỹ, làm đến Khai phủ nghi đồng đại tướng quân, Thăng Thiên huyện bá [3].
5. Lý Tuân, không rõ tự. Bắc sử có truyện.
6. Lý Nhân, tự Hiếu Nhân [5].
7. Lý Luân [5]
8. Lý Hiếu Trung [5]
9. Lý Hiếu Lễ [5]
10. Lý Hiếu Y [5]
11. Lý Hiếu Lương [5]
12. Lý Bão Hãn [5][11]